# Insieme (песма)
Insieme је песма италијанске певачице Мине са њеног албума ...quando tu mi spiavi in cima a un batticuore... из 1970. године. Песму су написали Лучо Батисти и Могол, а аранжирање је направио Маријано Дето.

## Позиције на листама
| Листа (1970)                         | Највиша позиција |
| ------------------------------------ | ---------------- |
| Италија (Discografia Internazionale) | 1                |
| Италија (Musica e dischi)            | 2                |